# Eparchia kamieńska (Ukraiński Kościół Prawosławny Patriarchatu Moskiewskiego)

Eparchia kamieńska na tle podziału administracyjnego UKP PM

Eparchia kamieńska (do 2016 dnieprodzierżyńska) – jedna z eparchii Ukraińskiego Kościoła Prawosławnego Patriarchatu Moskiewskiego, z siedzibą w Kamieńskiem.
Erygowana 23 grudnia 2010 postanowieniem Świętego Synodu Ukraińskiego Kościoła Prawosławnego Patriarchatu Moskiewskiego, poprzez wydzielenie z części dwóch eparchii: dniepropetrowskiej i krzyworoskiej.
Postanowieniem Świętego Synodu UKP PM z 20 lipca 2016, eparchia została przemianowana z „dnieprodzierżyńskiej” na „kamieńską”.

## Biskup
Pierwszym ordynariuszem eparchii został biskup dnieprodzierżyński i caryczański Włodzimierz (Oraczow) (od 2016, w związku ze zmianą nazwy eparchii, nosi tytuł biskupa kamieńskiego i caryczańskiego).

## Dekanaty
W skład eparchii wchodzi 7 dekanatów:
- kamieński;
- caryczański;
- krynyczański;
- mahdałyniwski;
- petrykiwski;
- sołoniański;
- werchniodniprowski.

## Monastery
Na terenie eparchii działają 2 monastery:
- monaster Opieki Matki Bożej w Kamieńskiem – żeński;
- monaster św. Józefa w Mariewce – żeński.